# Crilly Hill
Der Crilly Hill ist der mittlere dreier eisfreier Hügel (die anderen sind der Keel Hill und der Simplicity Hill) in der antarktischen Ross Dependency. Im Königin-Maud-Gebirge ragt er an der Nordflanke des McGregor-Gletschers in einer Entfernung von 10 km südsüdwestlich des Mount Finley auf.
Teilnehmer der Expedition der Texas Tech University zum Shackleton-Gletscher (1964–1965) benannten ihn nach Clifford Lewis Crilly (1938–1993), medizinisches Mitglied derjenigen Flugeinheit der United States Army, welche die Forschungsreise logistisch unterstützt hatte.